# Asonus
Asonus is een geslacht van rechtvleugeligen uit de familie veldsprinkhanen (Acrididae). De wetenschappelijke naam van dit geslacht is voor het eerst geldig gepubliceerd in 1982 door Yin.

## Soorten
Het geslacht Asonus omvat de volgende soorten:
- Asonus amplifurculus Chen, Zheng & Zeng, 2010
- Asonus brachypterus Ying, 1974
- Asonus longisulcus Yin, 1984
- Asonus microfurculus Yin, 1984
- Asonus parvoculus Xie & Liu, 1998
- Asonus qinghaiensis Liu, 1986